# Cottus koreanus
Cottus koreanus is een straalvinnige vissensoort uit de familie van de donderpadden (Cottidae). De wetenschappelijke naam van de soort is voor het eerst geldig gepubliceerd in 2005 door Fujii, Choi & Yabe.